# Albany (cráter)
Albany es un cráter de impacto del planeta Marte situado a 23.2° Norte y 49.1° Oeste (23° Norte y 310.9° Este). El impacto causó una abertura de 2 kilómetros de diámetro en la superficie del cuadrángulo YORKTO del planeta. El nombre fue aprobado en 1979 por la Unión Astronómica Internacional en honor a la localidad de Albany (Estados Unidos).